# Jerry Uht Park

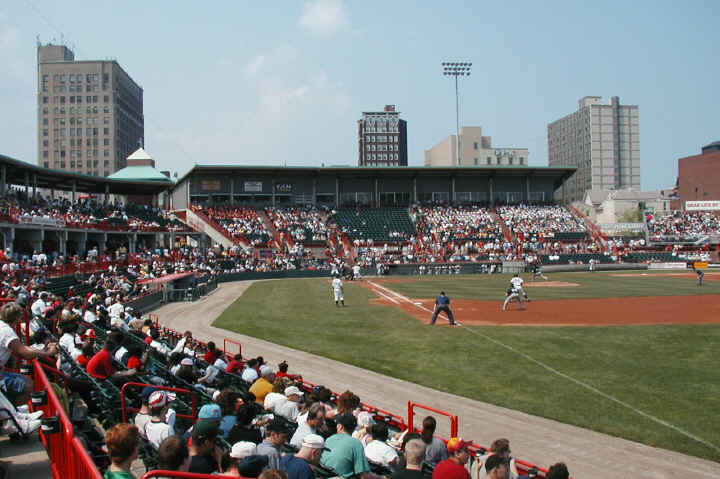
Jerry Uht Park w śródmieściu Erie

Jerry Uht Park – stadion ulokowany w Erie w Pensylwanii. Jest domowym obiektem dla drużyny Erie SeaWolves. Obecny stadion zastąpił Ainsworth Field wybudowany w 1947 roku. Pierwszym meczem na nowym stadionie było sezonowe spotkanie z Jamestown Jammers 20 czerwca 1995, które wygrała drużyna gospodarzy.